# Время свободного падения
Время свободного падения — характерное время, которое потребуется телу для коллапса под действием силы тяготения, если никакие другие силы не противодействуют коллапсу. Играет важную роль при определении временных шкал ряда астрофизических процессов, таких как звездообразование, вспышки сверхновых звёзд.

## Вывод формул

### Падение на точечный источник гравитации
Несложно вывести формулу для времени свободного падения, применяя третий закон Кеплера к движению объекта по вырожденной эллиптической орбите. Рассмотрим точку массы {\displaystyle m} на расстоянии {\displaystyle R} от точечного источника массы {\displaystyle M}, на который падает точка {\displaystyle m} по радиусу. Формула третьего закона Кеплера зависит от большой полуоси и не зависит от эксцентриситета. Радиальная траектория является примером вырожденного эллипса с эксцентриситетом 1 и большой полуосью, равной {\displaystyle R/2}. Следовательно, время, которое потребуется телу для падения, поворота и возврата к изначальному положению, равно периоду обращения по круговой орбите радиуса {\displaystyle R/2}:
{\displaystyle t_{\text{orbit}}={\frac {2\pi }{\sqrt {G(M+m)}}}\left({\frac {R}{2}}\right)^{3/2}={\frac {\pi R^{3/2}}{\sqrt {2G(M+m)}}}.}
Для того чтобы пояснить, почему большая полуось равна {\displaystyle R/2}, исследуем свойства орбит при увеличении эллиптичности. Первый закон Кеплера утверждает, что орбита планеты является эллипсом с фокусом, расположенным в центре масс. В случае падения очень малой массы на очень большую массу {\displaystyle M} центр масс системы расположен внутри тела массы {\displaystyle M}. С увеличением эллиптичности фокус эллипса смещается всё дальше от центра системы. В предельном случае вырожденного эллипса с эксцентриситетом, равным единице, орбита превращается в отрезок от точки начального расположения объекта ({\displaystyle R}) до точки расположения массы {\displaystyle M}. Другими словами, эллипс превращается в отрезок длины {\displaystyle R}. Большая полуось является половиной длины эллипса вдоль длинной оси; в данном случае большая полуось равна {\displaystyle R/2}.
Если бы падающее тело совершило полный оборот по орбите, то движение началось бы на расстоянии {\displaystyle R} от тела {\displaystyle M}, затем тело падало бы к телу {\displaystyle M}, обогнуло его и вернулось к изначальному положению. В реальных системах точечный источник {\displaystyle M} не является точкой и падающее тело {\displaystyle m} испытает столкновение с поверхностью. Следовательно, падающее тело совершит только половину оборота по орбите. Поскольку часть орбиты, соответствующая падению, симметрична части орбиты, по которой происходит гипотетический возврат к начальной точке, то для получения времени свободного падения требуется разделить период обращения по полной орбите пополам:
{\displaystyle t_{\text{ff}}=t_{\text{orbit}}/2={\frac {\pi }{2}}{\frac {R^{3/2}}{\sqrt {2G(M+m)}}}}.
Заметим, что {\displaystyle t_{\text{orbit}}} в формуле является временем падения массы по орбите с большим эксцентриситетом, в рамках которой совершается быстрый поворот вокруг притягивающего центра почти на нулевом расстоянии от него, а затем происходит возврат в начальное положение на расстоянии {\displaystyle R}, где снова происходит быстрый поворот. Подобная орбита соответствует почти прямолинейному движению от точки на расстоянии {\displaystyle R} от притягивающего центра до точки расположения притягивающего центра. Как указано выше, большая полуось орбиты равна половине радиуса круговой орбиты, соответствующей расстоянию {\displaystyle R}. Период орбиты соответствует прохождению пути, равного удвоенному значению {\displaystyle R}. Тогда по третьему закону Кеплера с учётом того, что большая полуось является половиной радиуса круговой орбиты, получается, что период обращения по вытянутой орбите равен (1/2)3/2 = (1/8)1/2 периода обращения по круговой орбите, причем радиус круговой орбиты равен длине максимального радиус-вектора вытянутой орбиты.

### Падение на сферически-симметричное распределение массы
Рассмотрим случай, когда {\displaystyle M} представляет собой не точку, а протяженное сферически-симметричное тело, обладающее средней плотностью {\displaystyle \rho },
{\displaystyle \rho ={\frac {3M}{4\pi R^{3}}}} ,
где объём сферы равен {\displaystyle {(4/3)\pi R^{3}}.}
Предположим, что единственной действующей силой является сила тяготения. Тогда, как было показано ещё Ньютоном и может быть получено при применении формулы Остроградского-Гаусса, ускорение в точке на расстоянии {\displaystyle R} от центра притягивающей массы зависит только от полной массы, содержащейся внутри сферы радиуса {\displaystyle R}. Следствием является следующий факт: если разбить тело со сферически-симметричным распределением массы на сферические оболочки, то при коллапсе оболочки будут падать таким образом, что каждая последующая не будет при движении пересекать предыдущие. Также время падения точки нулевой массы с расстояния {\displaystyle R} можно выразить в терминах полной массы внутри оболочки радиуса {\displaystyle R}:
{\displaystyle t_{\text{ff}}={\sqrt {\frac {3\pi }{32G\rho }}}\simeq 0.5427{\frac {1}{\sqrt {G\rho }}}\simeq 66430{\frac {1}{\sqrt {\rho }}}\,{\rm {\text{с}}},}
в последней формуле величины выражены в системе СИ.